# 建設工事

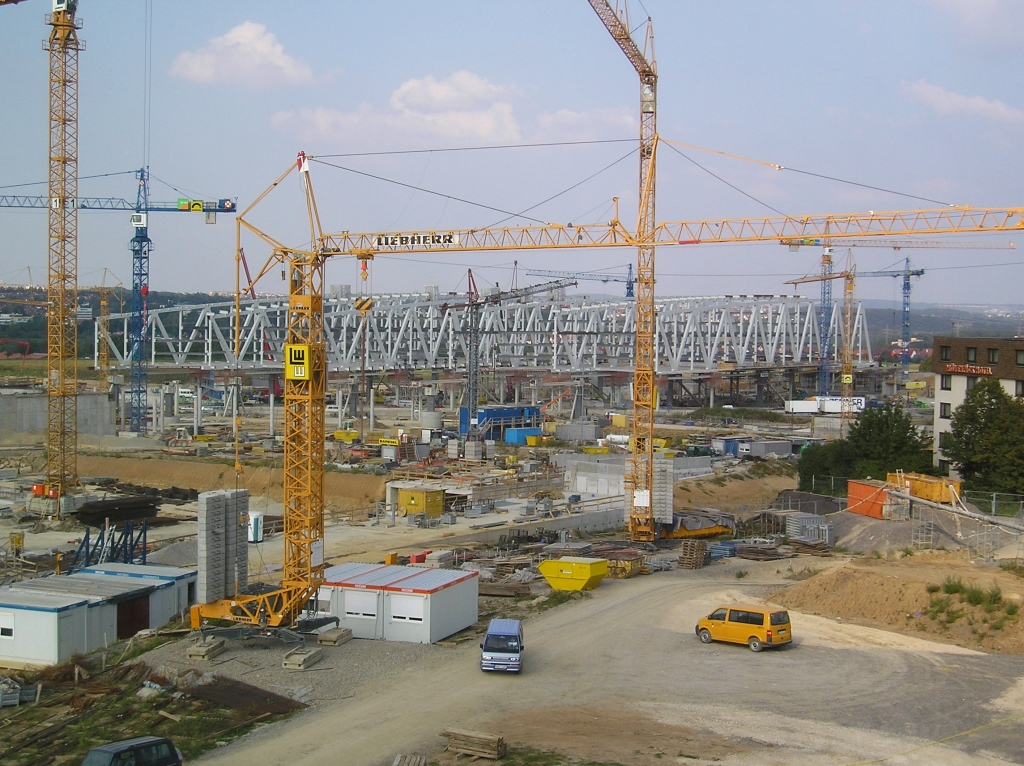
建設工事

建設工事（けんせつこうじ、英語: Construction work）とは、主に建築及び土木といった建設事業に関しての工事。

## 概要

### 建設業法における建設工事
建設業法第二条においては、土木建築に関する工事で別表第一の上欄に掲げるものとして掲げている建設業#建設工事の業種一覧の29種類。工事種別というより左官や鉄筋工といった施工区分で分類しており、業許可上の区分となっている。

### 建設工事受注動態統計調査における建設工事
土木工事、建築工事・建築設備工事、機械装置等工事と区分する国土交通省総合政策局の建設工事受注動態統計調査では、以下の通りとしている。
1. 土木工事 - いわゆる土木工事（道路工事、河川工事等）、農業土木工事（農道工事、土地改良工事等）のほか、送電線、配電線、地中電線路、電車線、電話線、アンテナ、電線支持物、鉄塔、信号装置、屋外の送配管、石油タンク、ガスタンク、鋼製工業薬品タンク、浮ドック、交通標識、サイロ等の工事を含む。また、土木施設の付属物の工事も含まれる。
2. 建築工事・建築設備工事 - 建築工事には、その一部である鉄骨、鉄筋、防水、塗装、木製間仕切壁等の工事及び建築工事に付帯する整地、門塀等の工事を含む。建築設備工事とは、冷暖房、換気、給排水、電気、ガス、消火、汚水処理場の設備工事及び昇降機、煙突等の工事をいう。
3. 機械装置等工事 - 工場等による動力設備、機械基礎、築炉、変電設備、屋外電信・電話設備、電光文字設備、坑井設備、遊戯施設有線・無線電話機械据付、無線電信機械据付、機械信号施設、電気信号設備などの機械単独工事（本体の土木工事に含まれる機械装置等工事は除く）。

同調査での建設工事の種類（公共機関からの発注工事）は次表のように分類されている。
建築
1 住宅・同設備工事 2 非住宅・同設備工事
土木
3 橋梁・高架構造物工事 4 トンネル工事 5 ダム・えん堤工事 6 官渠工事 7 電線路工事 8 舗装工事 9 浚渫・埋立工事 10 土工事 11 その他の土木工事
その他
12 機械装置等工事

### 日本標準産業分類における建設工事
日本標準産業分類（総務省統計局）で建設工事とは、現場において行われる次の工事としている。
1. 建築物、土木施設その他土地に継続的に接着する工作物及びそれらに附帯する設備を新設、改造、修繕、解体、除去若しくは移設すること。
2. 土地、航路、流路などを改良若しくは造成すること。
3. 機械装置をすえ付け、解体若しくは移設すること

労働力調査産業分類内容例示では、建設工事をさらに以下の3種類に細分化している。
- 総合工事業-一般土木建築工事業、土木工事業、舗装工事業、建築工事業、木造建築工事業、建築リフォーム工事業等
- 職別工事業-大工工事業、とび・土工・コンクリート工事業、鉄骨・鉄筋工事業、石工・れんが・タイル・ブロック工事業、左官工事業、板金・金物工事業、塗装工事業、床・内装工事業等
- 設備工事業-電気工事業、電気通信・信号装置工事業、管工事業、機械器具設置工事業等

### 廃掃法・廃棄物処理法における建設工事
2010年に改正された「廃棄物の処理及び清掃に関する法律の一部を改正する法律等の施行について」（環廃対発第110204005号 環廃産発第110204002号 平成23年2月4日）の通知や、廃棄物処理法21条の3の条文（建設工事に伴い生ずる廃棄物の処理に関する例外）で「土木建築に関する工事（建築物その他の工作物の全部又は一部を解体する工事を含む。以下「建設工事」という。）」と表している。

### 自治体の建設工事積算基準における建設工事
自治体の建設工事積算基準では、電気通信設備工事、土木機械設備の製作据付工事、下水道工事、港湾及び港湾海岸工事、漁港漁場及び漁港海岸工事、空港土木工事、農業農村整備事業の建設工事、森林整備工事 などがみられる。

### 新設工事と維持・修繕工事
社会基盤施設に関連するすべての工事、土木工事、建築工事・建築設備工事、機械装置等工事それぞれは、造園工事や軽微な工事なども含め、大まかにみると各工事は新設工事のほかに維持・修繕工事とに分類される。維持工事には例としてランドスケープの維持管理など。
なお修繕工事の用語は建設工事のみならず、函館市交通局8000形電車#大規模改修、旧型客車#更新修繕工事などのように、鉄道車両にも適用される。

## 建設工事に該当しないもの
保守・点検修理・消耗部品の交換・運搬・調査等、委託契約や維持管理契約が締結される役務提供は、一般に建設工事に該当しない。
設備の新設・改造・修繕・解体・除去・移設であっても、対象が工作物でない場合は建設工事に該当しない。例えば船舶や航空機などの艤装は、役務提供の内容が建設工事に類似したものであっても建設工事には該当しない。
建設工事に使用される製品であっても、工場製品の製造は建設工事に該当しない。例えば現場打ちのコンクリート工事は建設工事に該当する一方、プレキャストコンクリート製品の製造は建設工事に該当しない。プレキャストコンクリート製品の適用範囲拡大は、「従来は建設工事として現場で施工して組み立てられていた構造物が工場内での製作に移行している」という性質を持つため、「製品に起因して建設生産物に不具合が生じた場合に、当該製品の製造企業に対して、建設業行政として何らの指導監督やペナルティを課すこともできない」等の問題が発生している。

## 建設工事費とその構成
建設工事費の種類構成を例示すると、建設工事は仮設工事費・直接工事費、現場経費に分類される。
仮設工事費共通仮設工事費（仮建物、借地、電気給排水、整理清掃、近隣保護、安全管理など）と直接仮設工事費(工種は仮設工。遺方,養生、墨出し、足場組立、機械工具など)がある。
直接工事費建設施工直接工事費（土工事、型枠工事、タイル工事など）と設備直接工事費（電灯電力工事、給排水衛生工事、プラント工事など）がある。
現場経費建設工事では現場管理費と呼ばれる。現場経費には従業員給料手当、動力用水光熱費、法定福利費、損害保険料などがある。